# Subterráneos de Buenos Aires
Subterráneos de Buenos Aires Sociedad del Estado (SBASE) es un empresa perteneciente al Gobierno de la Ciudad de Buenos Aires. Dicha sociedad es la propietaria legal de toda la red de subterráneos de Buenos Aires, incluyendo instalaciones fijas y material rodante, así como operadora natural y órgano de control en caso de concesión. Dicha empresa también tiene a cargo la planificación y ejecución de las obras de extensión de la red.
Su origen se remonta a 1963, cuando el Estado Nacional decide crear "Subterráneos de Buenos Aires" a partir de la disgregación de la Administración General de Transportes de Buenos Aires. Dicha entidad fue convertida en una Sociedad del Estado con plena autonomía en 1977 y luego transferida a la órbita de la entonces Municipalidad de la Ciudad de Buenos Aires en 1979. Operó directamente la red de subterráneos hasta el día 31 de diciembre de 1993, año en que la prestación de servicios fue concesionada dentro del plan de reforma del Estado del presidente Carlos Saúl Menem. Así, la red de subterráneos de Buenos Aires sumó la particularidad de ser la primera en el mundo en ser dada en concesión a una empresa privada, Metrovías, que comenzó a explotarla el 1 de enero de 1994.

## Logos
|           |
| 1963-1987 |

|           |
| 1987-1994 |

|           |
| 1994-2013 |

|                 |
| 2013 - presente |

## Historia

### Unificación de la Red de Subterráneos

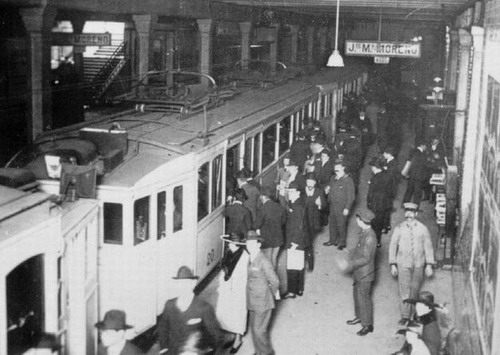
Línea 1 de la Compañía de Tranvías Anglo Argentina, inaugurada en 1913, fue la primera de Latinoamérica - Hoy Línea A

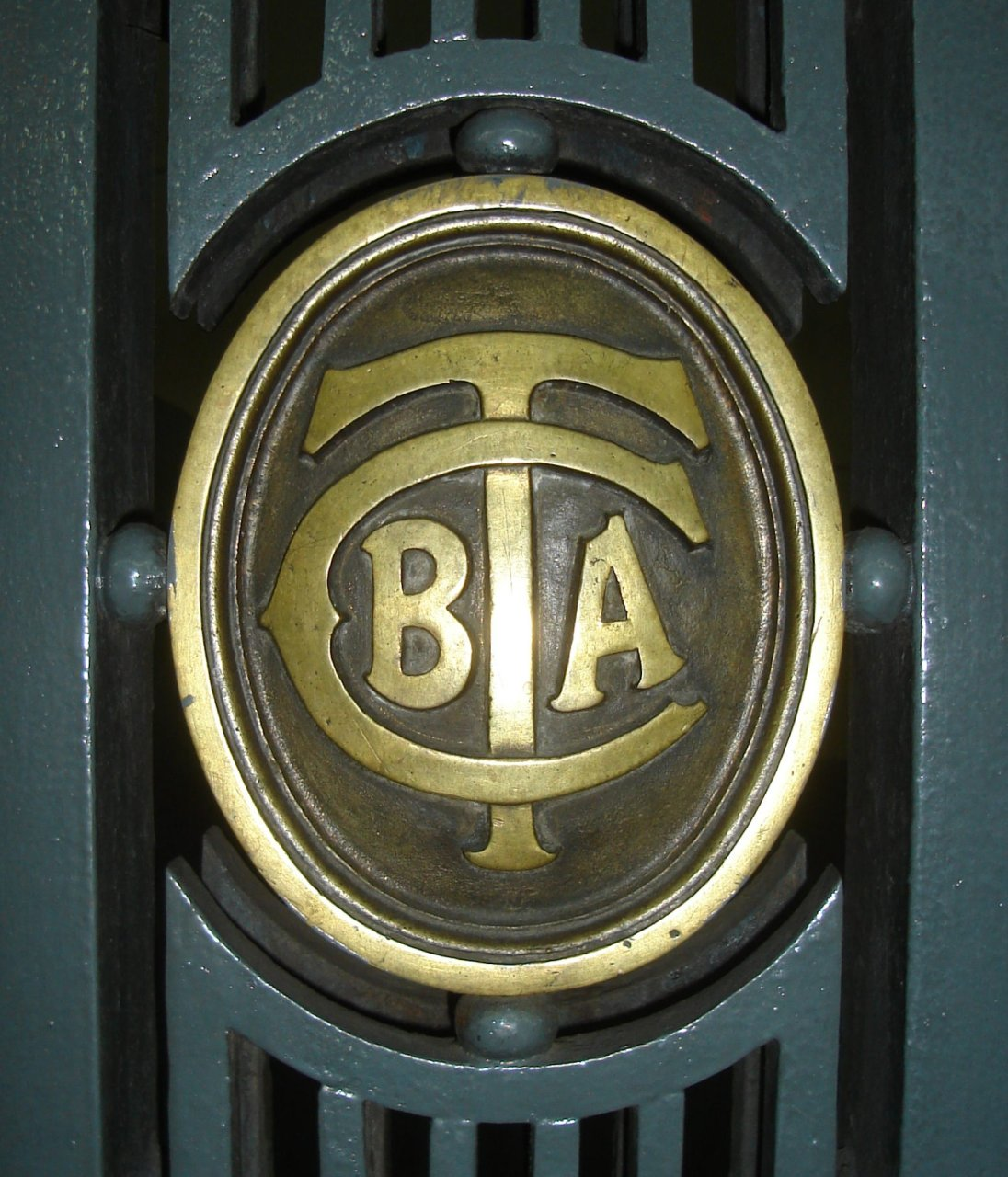
Monograma de la "Corporación de Transportes de la Ciudad de Buenos Aires"

El subterráneo de Buenos Aires, inaugurado el 1 de diciembre de 1913 por la empresa privada "Compañía de Tranvías Anglo Argentina" (C.T.A.A.), fue el primero de Latinoamérica y del hemisferio sur. A este le seguiría el subterráneo de los hermanos Lacroze, inaugurado el 17 de octubre de 1930, conocido en esa época como el "Ferrocarril Terminal Central de Buenos Aires" (F.T.C.B.A.), ya que era una prolongación subterránea del "Ferrocarril Central", perteneciente a la misma empresa y por lo tanto su construcción estaba avalada por una concesión nacional y no de la Municipalidad. Finalmente surgiría la "Compañía Hispano-Argentina de Obras Públicas y Finanzas" (CHADOPyF), que logra inaugurar 2 líneas: Constitución - Retiro y Plaza de Mayo - Palermo, ambas construidas e inauguradas durante la década de 1930. Una tercera línea (Constitución - Parque Chacabuco) quedó a medio construir y nunca llegó a ser operada por la CHADOPyF
.
En 1936 el Congreso Nacional aprueba la Ley de Corporación de Transportes de la Ciudad de Buenos Aires. Esta nueva empresa mixta tendría por objeto coordinar los servicios de transporte colectivo de pasajeros de la Ciudad de Buenos Aires y sus prolongaciones fuera del distrito federal, evitando superposiciones innecesarias y antieconómicas, y también se encargaría de organizar las nuevas prestaciones que se consideraran necesarias en el futuro. A partir de esta medida el Estado Nacional definía su posición de actor principal en la formulación e implementación de políticas de transporte.
Todos los servicios serían administrados bajo una misma dirección financiera. Se comprenderían los tranvías, los subterráneos, los ómnibus y los automóviles colectivos, con excepción de los ferrocarriles de jurisdicción nacional, de los servicios de turismo y de los que no revistieran carácter público.
Todas las firmas dedicadas al transporte y sus respectivos bienes serían absorbidos por la Corporación de Transportes. Los antiguos propietarios serían indemnizados con acciones del nuevo Ente y pasarían a integrar el directorio de esta macro-empresa, dando así por finalizada la época de las "soluciones plurales". 
La Corporación comienza a operar el 17 de febrero de 1939, sin embargo, la complejidad de la operación hacía que la fusión de las distintas empresas se prolongara en el tiempo: por ejemplo, la Compañía Hispano-Argentina entregó sus bienes a la Corporación de Transportes recién el 5 de enero de 1941.
Con todas las líneas subterráneas en manos de la Corporación, se produjo la unificación de su nomenclatura (A, B, C, D y E) según la fecha de inauguración de cada línea. Sin embargo, con la llegada de la Corporación, la expansión del subterráneo se paralizó totalmente, salvo algunas excepciones como la inauguración de la Línea E (1944), que tras la debacle de la CHADOPyF había quedado a medio construir (tramo Constitución - General Urquiza) y sin poder entrar en servicio. 
Sin embargo, por diversas razones, el experimento unificador fracasa y el 1 de octubre de 1948, la Corporación entra en proceso de liquidación. Inicialmente el objetivo del Gobierno es entregar la prestación de los servicios a concesionarios privados, pero no aparece ningún oferente.
Finalmente el Estado decide hacerse cargo de la empresa agonizante a través de la Administración General de Transportes de Buenos Aires (AGTBA), la cual inició sus operaciones el 1° de enero de 1952, poniendo fin a las tensiones entre los distintos actores que habían conformado la ex CTCBA (Nación, Municipalidad, capital nacional automotor, capital extranjero tranviario y subterráneo), ya que ahora el Estado Nacional asumía la prestación directa de todos los servicios de transporte. 
Sin embargo, el creciente déficit estructural y la progresiva política social de pleno empleo e inmovilidad tarifaria, hacían que la situación fuera insostenible. [cita requerida]
Ante esta situación, el Estado se vio obligado a diseñar una nueva política de transferencia de la propiedad de los medios al sector privado, contemplando la reducción del personal y la eliminación de los servicios que resultaban deficitarios.[cita requerida] ·
El 9 de julio de 1955 (aún en el gobierno peronista), se constituyó la Intervención Liquidadora de la Empresa del Estado Transportes de Buenos Aires. De esta manera la AGTBA comienza a desprenderse de las líneas de colectivos, las cuales van siendo paulatinamente reprivatizadas. En 1961 fueron privatizados los ómnibus y en octubre de ese año, por Decreto del Poder Ejecutivo, también se decidió la supresión de los sistemas de tranvías y trolebuses argumentando obsolescencia y enorme déficit.
Paralelamente, en 1957, el Estado se concentra en reiniciar las obras de expansión del Subterráneo iniciando la construcción del túnel “San José - Plaza de Mayo” (Línea E). Obra indispensable para esta Línea, ya que por aquel entonces su tráfico era casi nulo. Mientras tanto, en el otro extremo de la Línea se reinician los trabajos para la finalización de la estación definitiva "Av. Boedo" y comienza la construcción de la siguiente estación: "Av. La Plata".

### Creación de la empresa

Logo original de SBA.

Para 1963 casi todos los tranvías y trolebuses habían sido erradicados y las líneas de colectivos ya se encontraban privatizadas. Sólo la red de subterráneos se mantenía bajo la órbita del Estado Nacional, a cargo del Departamento de Subterráneos de la AGTBA. Como esta empresa es liquidada, en junio de 1963 el Estado crea una nueva entidad pública, la empresa Subterráneos de Buenos Aires (SBA).
Tras varios años en obra, el 24 de abril de 1966, la Línea E comienza a funcionar entre las estaciones “Av. La Plata” y “Bolívar”, utilizando dos nuevos tramos de túnel: uno se extendía desde “San José” hasta la Terminal "Bolívar" más una pequeña prolongación de unos 250 metros (bajo Plaza de Mayo) que pasaba debajo del túnel de la Línea A y por encima del túnel de cargas del antiguo Ferrocarril Oeste (hoy F.C. Sarmiento). El otro tramo corría entre “Av. Boedo” y “Av. La Plata”, en el extremo oeste de la línea. Con este nuevo trazado inaugurado por el presidente Arturo Illia, el túnel alcanzaba una longitud total de 7.360 metros. Se trataba de la primera prolongación realizada desde 1944.[cita requerida] El antiguo trazado (San José – Constitución) se siguió utilizando como cochera y túnel de enlace con el resto de la red, mientras que la estación “San José” (vieja) quedó abandonada (más tarde funcionaría como taller).

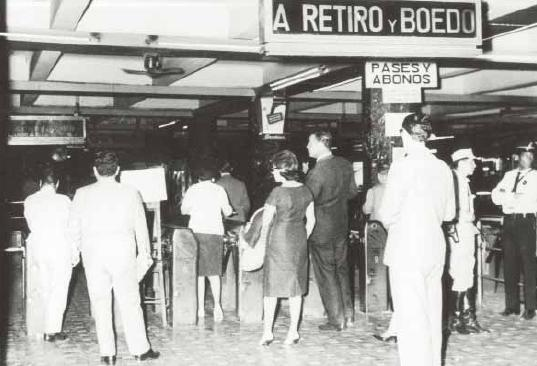
Estación Constitución (años 1950). Terminal de las Líneas 1 y 2 de la ex CHADOPyF - Luego Líneas C y E, cuando ambas utilizaban la estación Constitución, situación que se mantuvo hasta 1966.

En 1969, se habilita en la Línea D un pequeño túnel construido después de la estación “Palermo”, el cual pasó a llamarse “Cochera Palermo”. Mientras tanto, en la Línea E comienzan las obras para prolongar su recorrido hacia el oeste de la Avenida La Plata, y así es que el 23 de junio de 1973, se inaugura la nueva estación "José María Moreno". Pese a la ampliación y al cambio de traza, la Línea E seguía siendo la que menos pasajeros transportaba, registrándose picos de 45.000 personas por día hábil.
Para resaltar el duro golpe que significó para los subterráneos la aparición de la CTCBA y la posterior gestión estatal, cabe destacar que casi cinco décadas después de la inauguración de la Línea A (1913) en Buenos Aires, la Ciudad de México recién inicia la construcción de su propia red de subterráneos en 1969 y hasta ese entonces la Capital argentina era la única ciudad latinoamericana con servicios subterráneos. A México le sigue Brasil con las redes de metro de São Paulo en 1974 y Río de Janeiro en 1979. En Santiago de Chile se inauguran en 1975 la Línea 1 y en 1978 la Línea 2 del Metro de Santiago. En pocos años todas estas nuevas redes superaran ampliamente al estancado y anacrónico Subterráneo de Buenos Aires.
En 1976, tras un golpe de Estado, asume el poder en Argentina la última dictadura militar. El nuevo gobierno entiende que el tráfico automotor es uno de los principales problemas que afronta la Capital Federal y por esta razón se diseña un amplio Plan de Autopistas Urbanas y se plantea la remodelación y ampliación de la anticuada Red de Subterráneos.
Los técnicos del Proceso argumentan que la incomodidad, las interrupciones y la corta extensión del servicio hacían del subterráneo un medio de transporte deficiente. Los números eran contundentes: mientras los taxis movilizaban diariamente a 1.500.000 personas, el subterráneo apenas trasladaba a 700.000.
Para aquel entonces, la red porteña contaba con 34,7 km de extensión y la idea del gobierno era modernizar la infraestructura existente e incorporar, en una primera fase, 40,6 km, llevando la extensión total a 75,3 km. El Plan del Gobierno también contemplaba el traspaso de los subtes al ámbito local para su posterior privatización.
Siguiendo estos lineamientos, en 1977, el gobierno asigna a SBA el carácter de una empresa con amplia autonomía, constituyéndose así Subterráneos de Buenos Aires Sociedad del Estado (SBASE) y el 17 de septiembre de 1979 (Ley Nacional N.º: 22070/1979), su paquete accionario es transferido a la Municipalidad de la Ciudad de Buenos Aires, como desenlace de un largo proceso de restitución de funciones al ámbito de la Capital, que en la década de 1930 le habían sido arrebatadas por la Nación.
Durante estos años se incorpora nuevo material rodante y se inicia la expansión de las líneas existentes:
- En 1976 se adjudica a la empresa DYCASA la prolongación de la “Cochera Palermo” de la Línea D hasta la intersección de las avenidas Dorrego y Cabildo donde se levantaría un nuevo Centro de Transferencia con el Ferrocarril Mitre, denominado “Gral. Savio” (hoy Estación “Ministro Carranza”).

- En 1977, se inician los trabajos para la extensión de la Línea E como parte del Plan de Autopistas Urbanas. Según lo previsto, el consorcio constructor de las nuevas obras viales, también tenía a su cargo la ejecución de un túnel de 3 kilómetros de longitud desde “José María Moreno” hasta la Av. Lafuente, ejecutándose a partir del Parque Chacabuco, bajo la traza de la futura autopista 25 de Mayo (AU-1). El proyecto preveía la construcción de cuatro nuevas estaciones (“Emilio Mitre”, “Medalla Milagrosa”, “Varela” y “Plaza de los Virreyes”).[cita requerida]

- Entre otros planes no realizados también se contemplaba la extensión de la Línea B hacia el noroeste, pero a diferencia de los planes anteriores, la prolongación no se ejecutaría bajo la Av. Triunvirato, sino bajo la nueva Autopista Central (AU3), cuyas obras se ejecutarían simultáneamente. Mientras tanto, al sur de la ciudad, al encararse la construcción de la Autopista 9 de Julio Sur también se dejó un espacio para el futuro viaducto central de la proyectada Línea G (Retiro – Avellaneda). Sin dudas, cabe destacar, que por primera vez en décadas, un gobierno ejecutaba proyectos integradores entre los diversos medios de transporte.

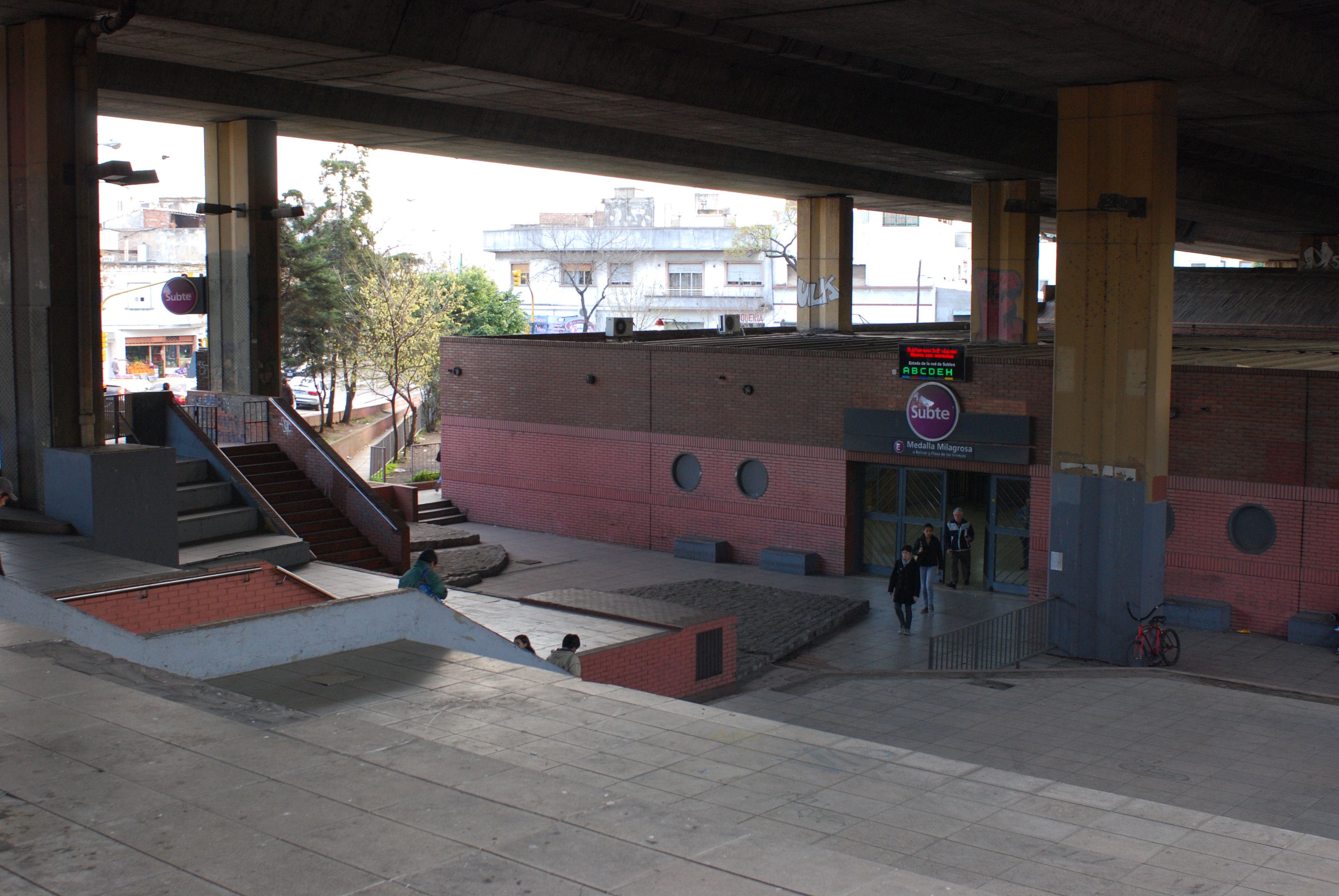
Acceso a la Estación Medalla Milagrosa (Línea E), bajo la Autopista 25 de Mayo. La prolongación de los subterráneos estaba integrada al Plan de Autopistas Urbanas de Cacciatore.

Sin embargo las crisis de 1980 y 1982 provocaron que los trabajos se estancaran, y las obras de ampliación iniciadas durante el "Proceso" solo pudieron ser finalizadas en las décadas siguientes. 
En 1985, ya en el gobierno del presidente Raúl Alfonsín, dada la baja rentabilidad que produjeron las famosas y conflictivas Autopistas Urbanas, la Ciudad de Buenos Aires se hace cargo de su administración y con ellas también adquiere las obras inconclusas de la Línea E que se hallaban bajo la autopista 25 de Mayo, las cuales pasan a manos de Subterráneos de Buenos Aires. Se aprovechó de convenios y subsidios internacionales para continuar la mencionada línea hasta la zona sur del barrio de Flores que a su vez sería conectada con una red de Premetro: un servicio de tranvía moderno que uniría la terminal del subterráneo con los conjuntos habitacionales del extremo sudoeste de la Capital. La idea original era construir dos líneas de Premetro: El ramal “E1” que partiría del centro de transferencias ubicado en "Plaza de los Virreyes" y bordearía la Autopista Ricchieri, tendría un desvío a la altura de Avenida Lacarra para acceder al proyectado Taller Central, mientras que la línea en sí continuaría hasta alcanzar la Av. General Paz, donde un ramal llegaría hasta el Barrio Cdte. Luis Piedrabuena y otro ramal se prolongaría con dirección al Puente La Noria, lugar donde se levantaría una estación de trasbordo. El ramal “E2”, también partiría de “Plaza de los Virreyes” y luego avanzaría hacia el sudoeste de la ciudad. El E2 haría combinación con el Ferrocarril Belgrano Sur en la estación “Presidente Illia” (Conjunto Habitacional Soldati), pasaría por el frente del aún populoso "Parque de la Ciudad" (ex Parque Interama), atravesaría intégramenta al Conjunto Habitacional Lugano I y II (luego Barrio General Savio) haciendo "loop" para retornar a la Plaza de los Vierreyes pero por la Avenida Roca en lugar de la Avenida Fernández de la Cruz. 
Las obras para la extensión de la Línea E de subterráneos se reinician inmediatamente y el 7 de octubre de 1985 se inaugura un servicio de lanzadera entre “José María Moreno” y “Emilio Mitre” (Parque Chacabuco), prolongado hasta “Varela” el 31 del mismo mes, aunque la estación intermedia "Medalla Milagrosa" se habilita sólo el 27 de noviembre siguiente. El servicio es extendido hasta la "Plaza de los Virreyes" el 8 de mayo de 1986. 
El 11 de junio de 1986, se inició la instalación de las vías del Premetro "E2" sobre la Avenida Lafuente, entre las calles Zuviría y Balbastro. Poco más de un año llevó el tendido de la doble vía que, partiendo desde la Estación de Transferencia “Intendente Julio C. Saguier” (Plaza de los Virreyes - Línea E), continuó por tramos. El 19 de diciembre de 1986 se efectuó el viaje oficial de presentación sobre un recorrido de unos 900 metros por la calle Lafuente, hasta la parada Balbastro. El 28 de abril siguiente se extendió hasta la parada Ana María Janner y el 27 de agosto de 1987, el Premetro llegó hasta la estación Presidente Illia de la línea ferroviaria Belgrano Sur. 

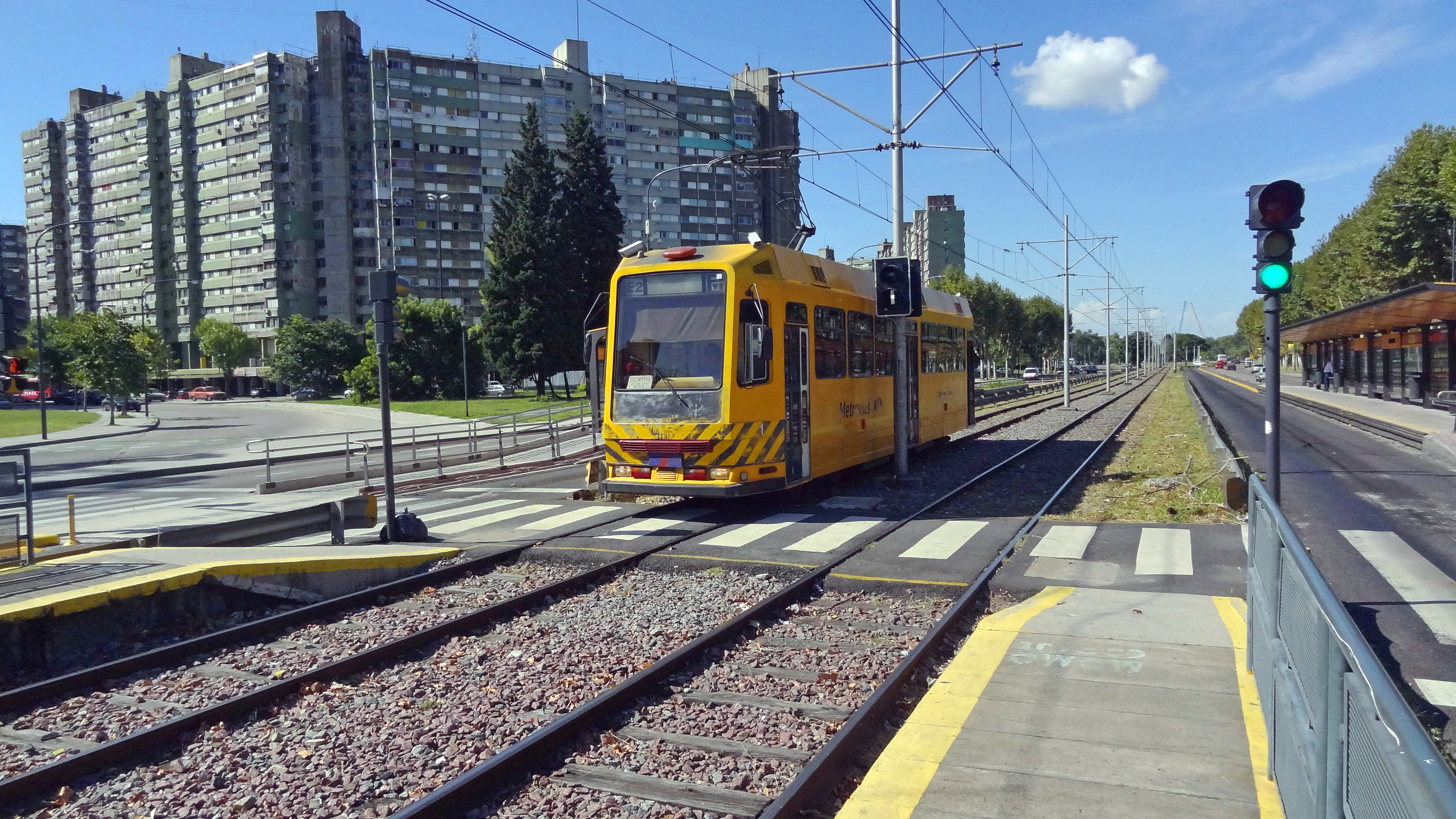
El Premetro, atravesando el Conjunto Habitacional Lugano I y II (actual General Savio).

El 29 de diciembre de 1987, el Premetro E2 alcanzó las terminales de “General Savio” y “Centro Cívico”, ambas ubicadas en el Conjunto Habitacional Lugano I y II, recorriendo una extensión de 7.400 m. Las obras de la Línea E1 y la prolongación de la E2, nunca se ejecutaron.
Mientras tanto el gobierno reactivó las obras para la extensión de la Línea D hasta la nueva estación denominada “General Savio”. Sin embargo el 8 de febrero de 1986, falleció en circunstancias poco claras el Ing. Roque Carranza: Ministro de Obras y Servicios Públicos entre 1983 y 1985 (cargo desde el cual promovió la extensión de la red de subterráneos) y Ministro de Defensa desde 1985, un momento particularmente tenso donde corrían rumores de un nuevo Golpe de Estado debido al juicio que se llevaba adelante contra las Juntas Militares del último gobierno de facto. La inesperada muerte de Carranza llevó a que el gobierno radical le pusiera su nombre a manera de homenaje, descartando el de “General Savio”.
Así fue que el 29 de diciembre de 1987 se extendió el servicio de la Línea D incorporando mil metros de recorrido hasta el apeadero provisorio “Ministro Carranza”, con una plataforma situada sobre el espacio que debía ocupar la vía norte. Por la vía sur se efectuó un servicio de lanzadera que desde la estación Palermo permitía llegar a Carranza y hacer el trasbordo de pasajeros con la línea Mitre, cuya estación homónima, había sido habilitada en septiembre de 1986. El entonces presidente Raúl Alfonsín presidió el acto de inauguración. 
Ese mismo año, SBA planificó, aprobó y licitó la construcción de una nueva estación a ubicarse en la intersección de las avenidas Cabildo y Federico Lacroze. Esta prolongación comenzó a construirse el 1.º de noviembre de 1988, y el plazo de terminación era de 30 meses. Es decir que, según los planes, la nueva estación debería estar terminada para mediados de 1991.
Entre medio, el 10 de julio de 1987 es publicada en el Boletín Oficial la Ley 23.514, llamada “Fondo Permanente para la Ampliación de la Red de Subterráneos”, cuyos recursos estarían destinados a financiar las obras y a garantizar una expansión continua de la red.
Durante esos años SBASE impulsó otras medidas que finalmente no llegaron a concretarse o se concretaron parcialmente:
- Construcción de un túnel de cuatro vías entre Caballito y Liniers, dos vías se destinarían para el Ferrocarril Sarmiento y las otras dos para la Línea A del Subterráneo. Como SBASE y Ferrocarriles Argentinos eran dos empresas estatales, se facilitaba la gestión y se conseguía cumplir simultáneamente con dos objetivos largamente postergados: la extensión de la Línea A y el Soterramiento del Ferrocarril Sarmiento en el territorio de la Capital. Sin embargo, nunca se consiguió financiación y el proyecto cayó en el olvido.

- Asignación de un color a cada línea del subterráneo para facilitar su identificación: la Línea A fue asociada con el color celeste, la B con el verde, la C con el violeta, la D con el rojo y la E con el amarillo. Sin embargo esta asignación sería modificada algunos años después.

- En noviembre de 1988 comenzó a ensayarse el sistema de tarjeta magnética, como prueba piloto, en la estación Ministro Carranza de la Línea D, sin embargo, este sistema no se generalizó hasta septiembre del año 2000.

- También en 1988 se lanzó el “Subte bus”, un servicio automotor combinado con el subte, que unía la estación Palermo con Ciudad Universitaria. El boleto de vuelta se vendía con una ficha de subte.

- Implementación del sistema de “blísteres” de 10 fichas, para agilizar el expendio.

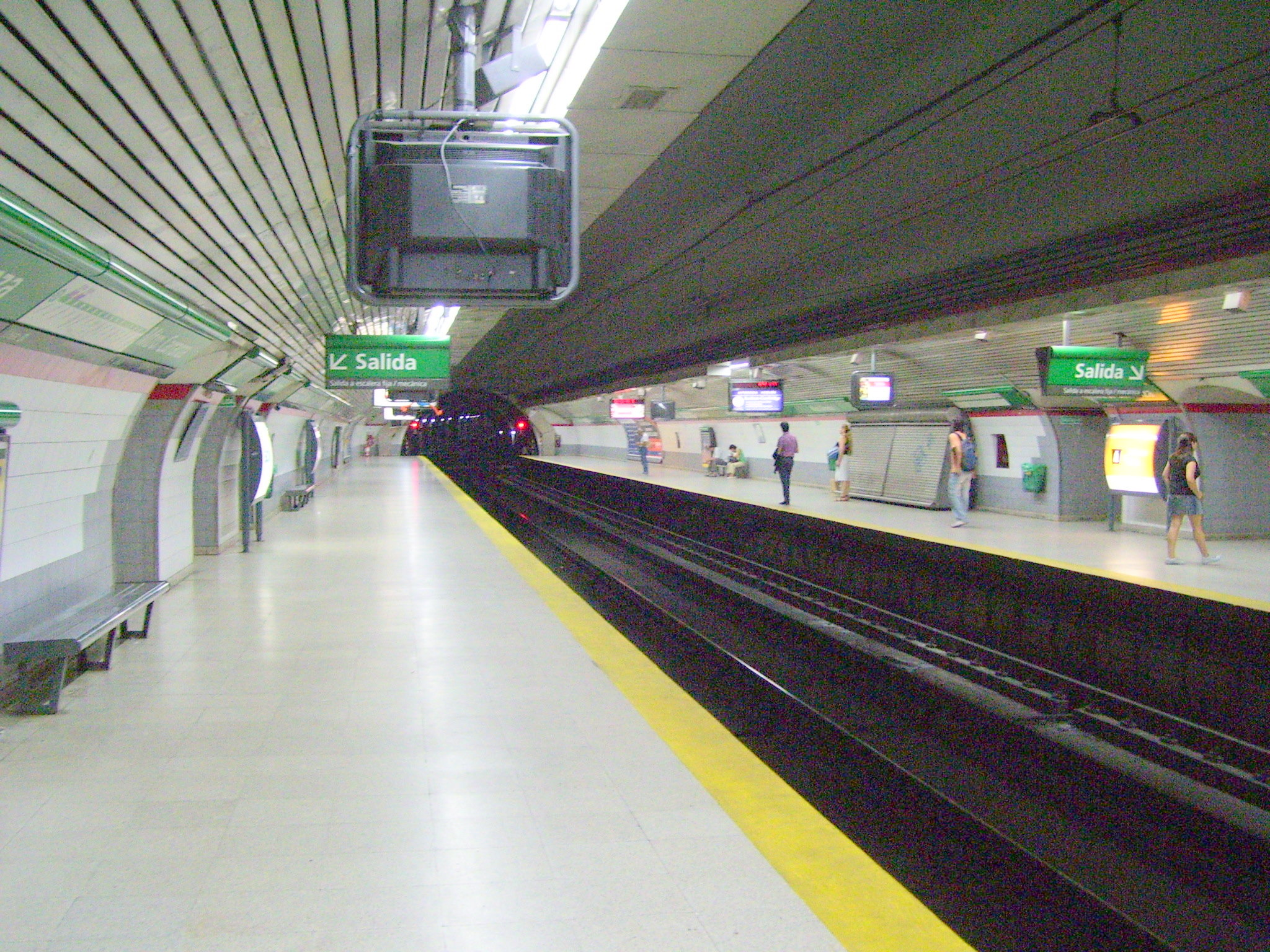
Estación Ministro Carranza (Línea D). Su construcción se prolongó casi una década y fue la última estación inaugurada por S.B.A. antes de que la operación de los servicios pasara a manos de Metrovías S.A.

Sin embargo, a pesar de las buenas intenciones, el subte cada vez brindaba menos prestaciones: en los últimos meses de 1985 el servicio de la Línea E comenzó a finalizar a las 22:00 h y la misma medida se aplicaba para todas las líneas los sábados, domingos y feriados. Poco después, en 1988, a causa de la crisis energética que sufría el país se dispuso que los días hábiles, todas las líneas debían cerrar a las 22 horas. Al respecto, cabe recordar, un fragmento de la nota periodística del martes 2 de diciembre de 1913 donde el diario La Prensa informaba sobre los servicios de la nueva línea de subterráneos de la Ciudad: 

“Desde hoy será entregada al servicio público la línea subterránea de la Anglo-Argentina.

El primer tren partirá á las 5.20 a.m. de la estación Once, y desde esa hora, convoyes de tres coches correrán cada cinco minutos, hasta las 6.20 p.m.

Desde las 6.20 hasta las 8 p.m. los trenes marcharán con intervalo de cuatro minutos, y desde las 8 de la noche hasta las 12.20 a.m. correrán con igual intervalo, pero los convoyes sólo se compondrán de dos coches.”

En julio de 1989, asumió el gobierno de la ciudad la nueva administración justicialista y la obra para la extensión de la Línea D quedó paralizada hasta octubre de 1990 por falta de financiamiento. [cita requerida] Desde entonces los trabajos avanzaron lentamente, con el apoyo económico dado por la nueva ley 23.514, que creaba el Fondo Permanente para la Ampliación del Subterráneo, aunque el gobierno no aportó ningún recurso extra.
Finalmente, el 1 de diciembre de 1993 se inaugura la estación definitiva “Ministro Carranza” (Línea D), y comienza el servicio directo por ambas vías desde “Catedral”. Esta sería la última obra llevada a cabo por SBASE antes de la concesión privada de los servicios 
La administración pública dejaba para la posteridad innumerables planes y propuestas, aunque pocas realizaciones concretas. [cita requerida]Las obras más relevantes de este período se habían llevado a cabo en la Línea E, mientras que las otras fueron constantemente postergadas. [cita requerida]En toda la gestión estatal sólo se habían inaugurado 10 estaciones, si se tenía en cuenta a la definitiva estación Boedo (1960), que ya funcionaba como apeadero provisorio desde 1944. Es decir, menos estaciones que las catorce construidas a cielo abierto por la CTAA en tan solo tres años (1911-1914).[cita requerida]

### La década de 1990

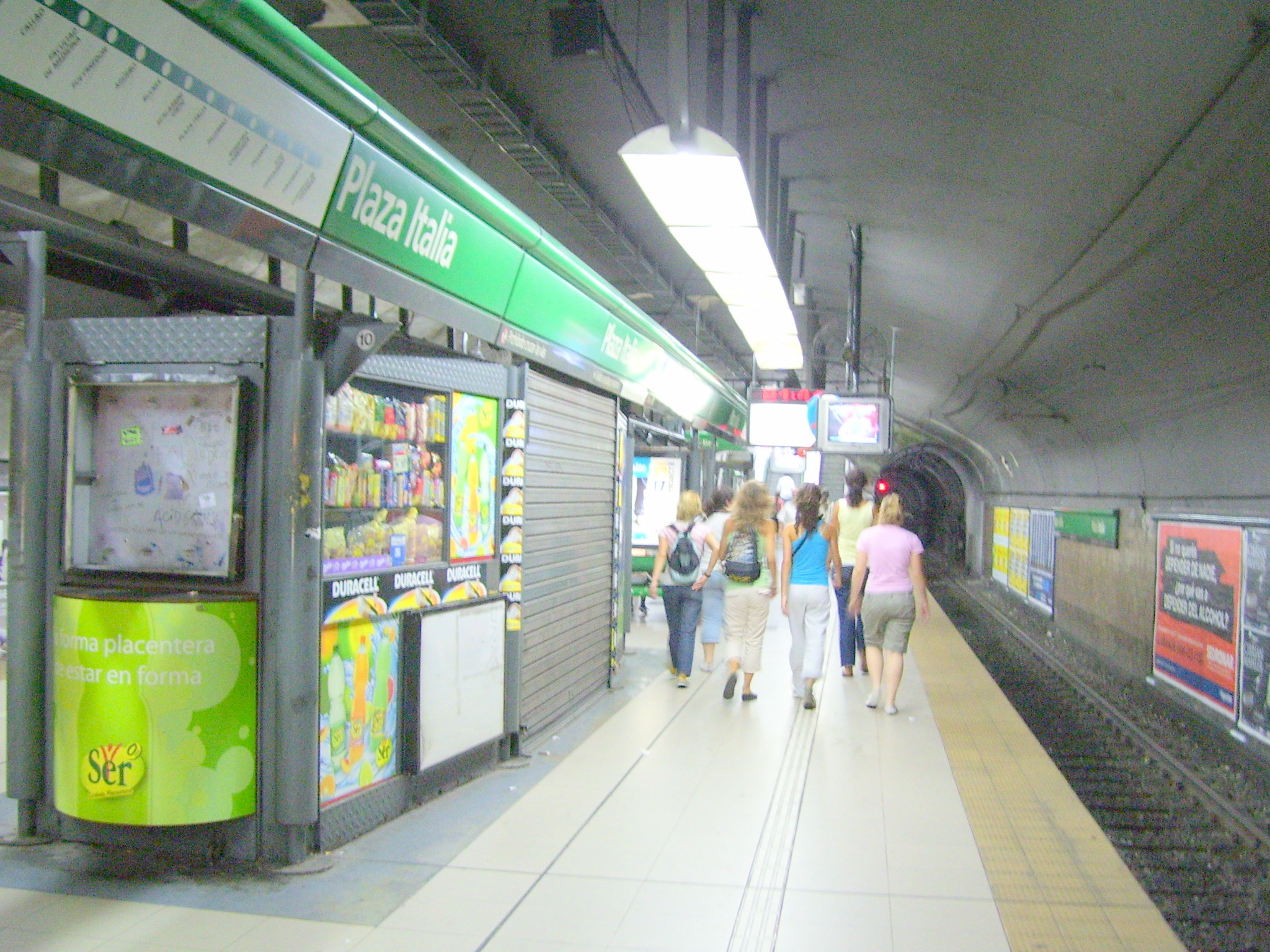
Estación Plaza Italia (Línea D), reciclada a mediados de los años 1990. En los inicios, la privatización provocó una mejora considerable en la calidad del servicio.

En 1989, el entonces Intendente porteño Carlos Grosso toma una decisión que traería nuevamente conflictos de jurisdicción: él decide ceder al Ministerio de Economía de la Nación la red de subterráneos para incluirlos en el proceso de privatización ferroviaria que emprendería el gobierno nacional. De esta manera, las cinco líneas subterráneas y el Ferrocarril Urquiza quedarían bajo un mismo consorcio empresario.
El Poder Ejecutivo Nacional dispuso mediante el artículo 13 del decreto 2074/90, firmado el 3 de octubre de 1990, la concesión de explotación de los servicios prestados por Subterráneos de Buenos Aires S.E. Mediante este decreto firmado por el presidente Carlos Saúl Menem se concesionarían las líneas de subte y el Premetro por 20 años (prorrogable por períodos sucesivos de 10 años) e incluyendo la operación del Ferrocarril General Urquiza.
Luego de estudiar las distintas ofertas, la operación del servicio fue otorgada al consorcio formado por Benito Roggio e hijos S.A., Cometrans S.A., Burlington Northern RR. Co., Morrison Knudsen Corporation Inc. y S.K.F. SACCIFA., quienes formarían la empresa Metrovías S.A. Por contrato de concesión, la nueva empresa tendría a su cargo diversas obras que superaban la mera explotación y mantenimiento de la red: Metrovías debía encarar la extensión de la Línea E hasta Retiro y la construcción del Taller Central “Mariano Acosta”. [cita requerida]
SBA o SBASE (Subterráneos de Buenos Aires Sociedad del Estado) operaría la red hasta el 31 de diciembre de 1993 y a partir de allí la Sociedad quedaría como una empresa residual, dueña de todas las instalaciones, pero con el único fin de diseñar, licitar y construir las obras de extensión de las líneas existentes y la construcción de nuevas líneas cuya planificación y ejecución estaría a cargo del Gobierno de la Ciudad.
El traspaso efectivo de la red fue hecho el 1.° de enero de 1994, cuando la empresa Metrovías S.A. se convirtió en la concesionaria de todas las líneas del Subterráneo de la Ciudad de Buenos Aires, el Premetro y el Ferrocarril Urquiza. La concesión incluía la posibilidad de aumento de tarifas por mejoras notables en el servicio o por motivos inflacionarios.
La empresa concesionaria del servicio percibiría mensualmente un Subsidio para la operación del sistema concedido, el cual sería igual a la doceava parte del valor anual cotizado por el Concesionario para el año de la Concesión del que se trate.
Simultáneamente el Gobierno también recibiría mensualmente del Concesionario un monto de dinero en concepto de Canon por la explotación del sistema concedido. Por su parte, el gobierno nacional asumió en 1997 la responsabilidad de las obras civiles y electromecánicas de modernización de la Línea A, las cuales serían afrontadas en su mayor parte gracias a un crédito del Banco Mundial. 
Inicialmente, Metrovías, realizó varias inversiones para mejorar la calidad del servicio: se incorporaron nuevos coches, se reciclaron los existentes, se renovaron vías y sistemas de señalamiento, se incorporaron sistemas de ventilación y se modernizaron varias estaciones para mejorar su apariencia y facilitar las transferencias. [cita requerida]Simultáneamente se puso en marcha un ambicioso proyecto de desarrollo comercial ya que el subte porteño tenía un potencial de explotación mayor al de cualquier centro de compras. El plan comenzó con la remodelación de las estaciones "Callao" de la Línea B y "Tribunales" de la D, donde se instalaron locales comerciales y televisores de 28” colgados sobre los andenes para entretener a los pasajeros.  [cita requerida] ·
Mientras tanto, el avance del subterráneo, a cargo de SBASE no terminaba de arrancar: con escasas partidas presupuestarias la prolongación de la Línea D hacia Belgrano ya llevaba ocho años con avances mínimos. Los trabajos para finalizar la estación "Olleros" fueron reiniciados en junio de 1996.  

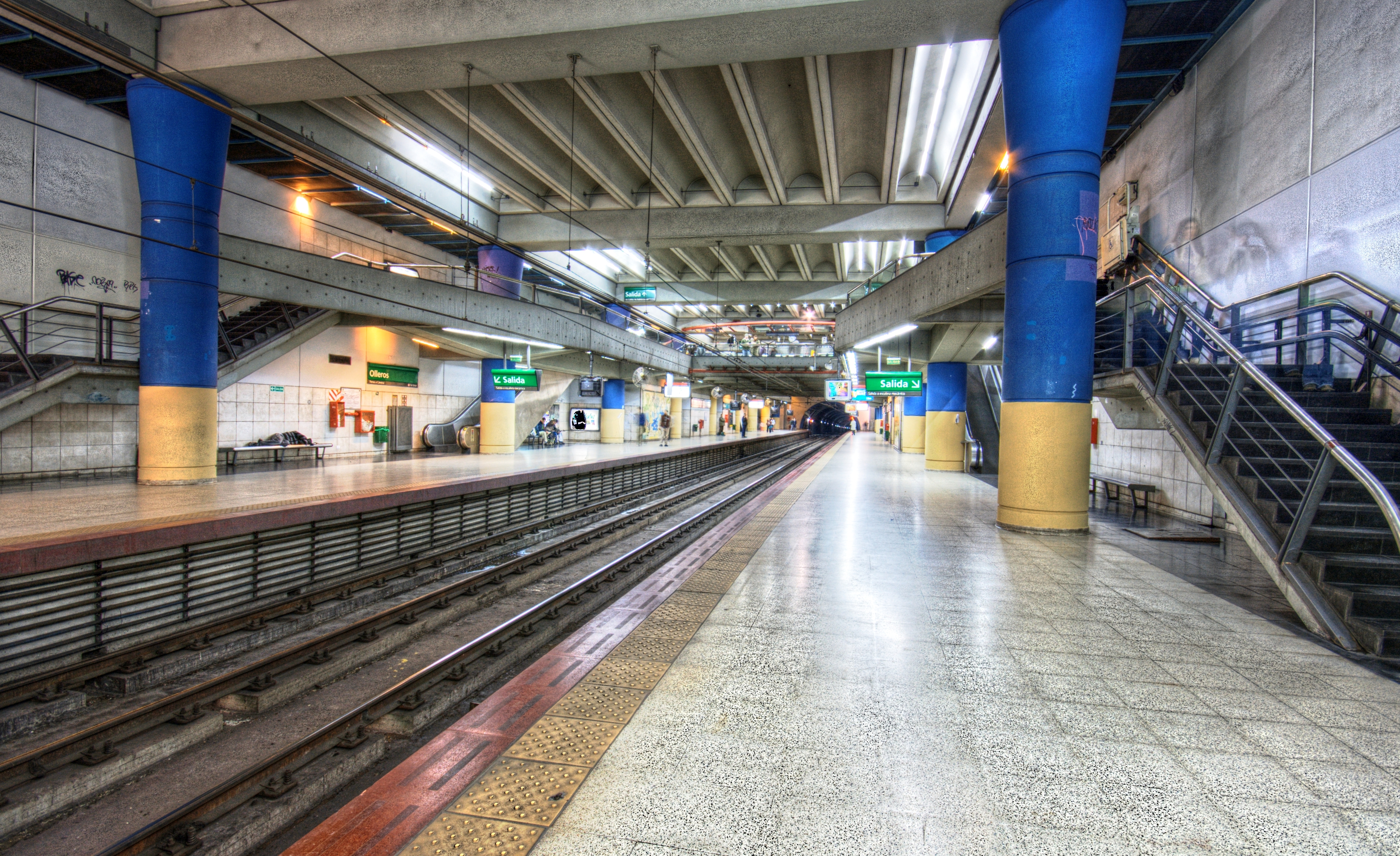
Estación Olleros (Línea D). Inaugurada en 1997, fue la primera estación "monumental", en doble altura, construida por S.B.A.S.E.

El nuevo impulso para extender la Red de Subterráneos, recién lo daría el Dr. Fernando de la Rúa, el primer Jefe de Gobierno en la historia de la Comuna. La naciente Ciudad Autónoma estrenó su presupuesto independiente con la prolongación de la Línea D hacia el barrio de Belgrano: se llamó a licitación para levantar cuatro nuevas estaciones. Las obras serían ejecutadas por las empresas Benito Roggio y Aragón. 
Los primeros avances no tardaron en llegar: la majestuosa estación "Olleros", se inauguró el sábado 31 de mayo de 1997. La nueva terminal era mucho más grande y moderna que las estaciones construidas hasta aquel entonces. Tan solo siete cuadras de túnel y una única estación fueron suficientes para atemperar impaciencias y malos humores provocados por una década de promesas incumplidas. La satisfacción vecinal fue evidente. 
Poco después, el 13 de noviembre de 1997 fue inaugurada "José Hernández" y el 21 de junio de 1999, comenzó a prestar servicios la estación "Juramento", en pleno centro de Belgrano. Los trabajos para la prolongación de la Línea D culminaron en el barrio de Núñez, con la nueva terminal denominada "Congreso de Tucumán", la cual fue habilitada el 27 de abril de 2000. 
Mientras tanto, en noviembre de 1999, comenzó la construcción de las estaciones "Tronador" y "Los Incas" de la Línea B. La obra había sido adjudicada a las empresas Techint y Dickerhoff y Wydmann.  
El 24 de octubre de 2000 el Gobierno de la Ciudad, dirigido ya por el joven Dr. Aníbal Ibarra, finalmente adjudicó a la empresa Dycasa-Dragados la construcción del Tramo “B” (Once-Inclán) de la tan anunciada y esperada Línea H. Las obras de esta nueva Línea comenzaron en abril de 2001. Mientras tanto, avanzaban los trámites para adjudicar la ampliación de la Línea A, hasta la Av. Nazca, en el barrio de Flores.
Finalmente, el 8 de noviembre de 2001 la Legislatura sancionó la Ley 670 de Subtes. Según se esperaba, la red de subterráneos alcanzaría en 2010 una longitud total de 100 km. La obra civil demandaría en esas épocas de convertibilidad alrededor de 1.500 millones de pesos. Este ambicioso plan contemplaba la ampliación de la red existente y la construcción de líneas nuevas. La novedad, era que por primera vez, un Plan de Expansión estaba respaldado por Ley. 
Entre medio, el 21 de abril de 1999, el aún presidente Carlos Saúl Menem firmó el Decreto PEN n.º 393/99 en favor de la transferencia del ejercicio de la fiscalización y el control de los subterráneos a manos de la ciudad. Ese mismo año el Gobierno Nacional extendió la concesión de Metrovías S.A. hasta el 31 de diciembre de 2017.
Por Ley n.º 373 de la Legislatura de la Ciudad Autónoma de Buenos Aires, el Gobierno porteño adhirió al decreto nacional mencionado, sin embargo, la posterior crisis socioeconómica de 2001 provocó que el efectivo traspaso de dichas funciones se diluyera en el tiempo.

### Después de 2001

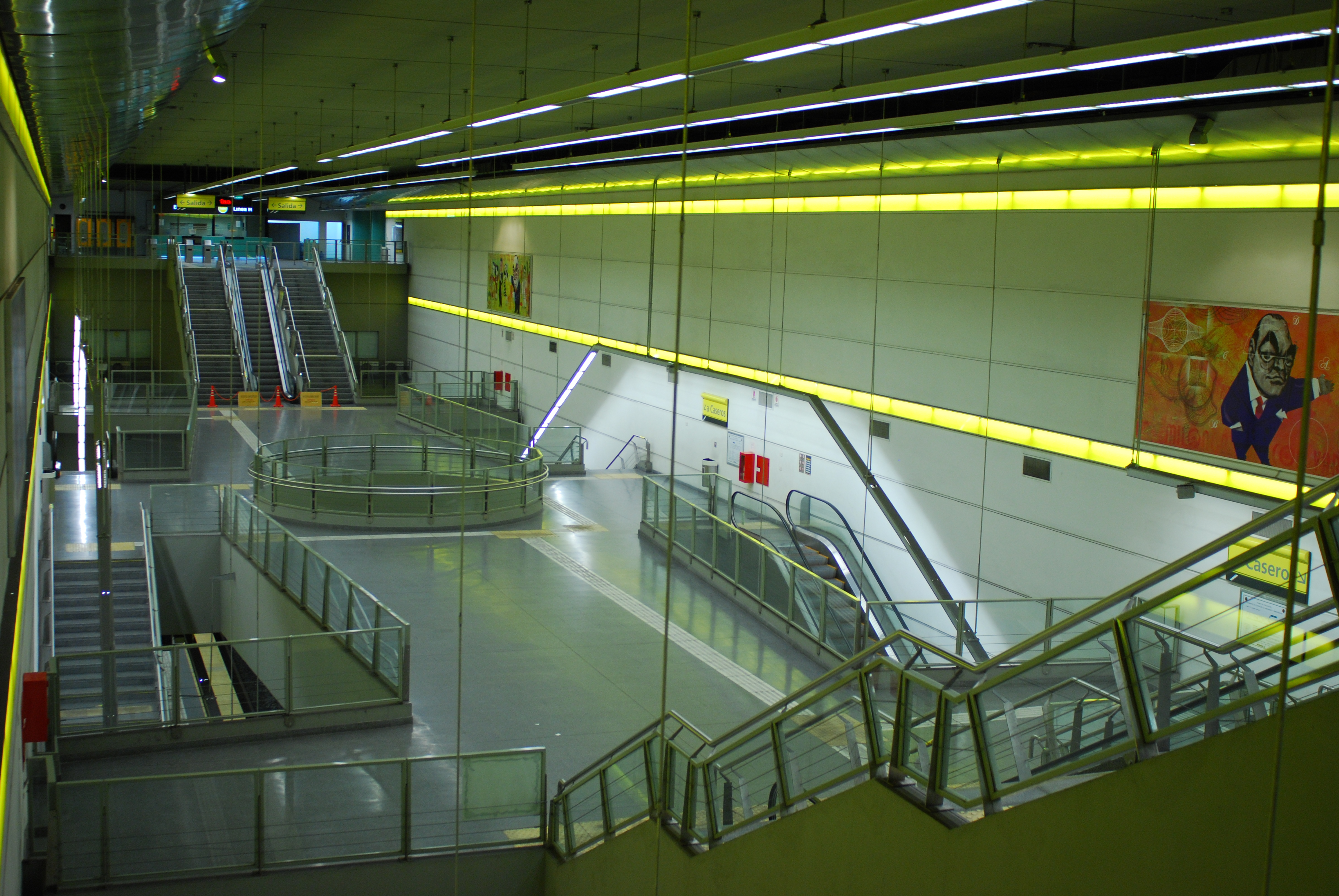
Estación Humberto 1º (Línea H) - Inaugurada el 18 de octubre de 2007, la Línea H, fue la primera línea nueva después de 60 años.

La Crisis de 2001 representó el cierre de un ciclo. Las obras del subterráneo nuevamente se ralentizaron, aunque no llegaron a paralizarse: El 9 de agosto de 2003 se inauguran las dos nuevas estaciones denominadas "Tronador" y "Los Incas" (Línea B); En 2004 se inician las obras para las estaciones "Echeverría" y "Villa Urquiza" (Línea B) y la prolongación de la Línea A desde "Primera Junta" hasta el barrio de Flores, con cuatro nuevas estaciones; en 2005 se adjudicó la construcción de las estaciones "Parque Patricios" y "Hospitales" y en 2006 se iniciaron los trabajos de la estación "Corrientes", todas estas últimas expandirían el servicio de la nueva Línea H, cuyo primer tramo (Once-Caseros) recién sería inaugurado en octubre de 2007. Inicialmente se especuló con que esta línea fuera operada directamente por SBASE, sin embargo, el escaso recorrido y la complejidad que presentaba el hecho de que dos empresas distintas operaran la red, hizo que el gobierno de la ciudad se definiera por otorgar el servicio a Metrovías S.A. por el término de al menos 3 años. En 2003 año también se había finalizado la cochera – taller Manuela Pedraza de la línea D, de 600 metros de largo. Las obras se hicieron bajo la dirección de SBASE y con fondos presupuestarios propios del gobierno de la ciudad.
Mientras tanto, la crisis económica y la posterior devaluación obligó al Estado a renegociar el Contrato de Concesión de Metrovías: se decidió que las obras del Taller Central de mantenimiento y la extensión de la Línea E hasta Retiro quedaran a cargo del Gobierno Nacional. De esta forma, Metrovías quedó exenta de estas obligaciones que había adquirido por contrato de Concesión. A su vez, la empresa fue compensada con una ampliación de los subsidios para cubrir los mayores costos de operación, y así evitar un aumento de las tarifas.
A fines de 2003 el presidente Néstor Kirchner relanzó el proceso para la modernización de la Línea A. En 2006 el Estado también inició los trabajos para levantar el Taller Central (Mariano Acosta) comenzando por el túnel que debía conectar a la estación Plaza de los Virreyes con la superficie y, poco después, el 16 de febrero de 2007, también se adjudicó la ejecución de las obras civiles para extender la Línea E (tramo Bolívar - Retiro), ambas obras de expansión quedaron a cargo de la empresa Benito Roggio.

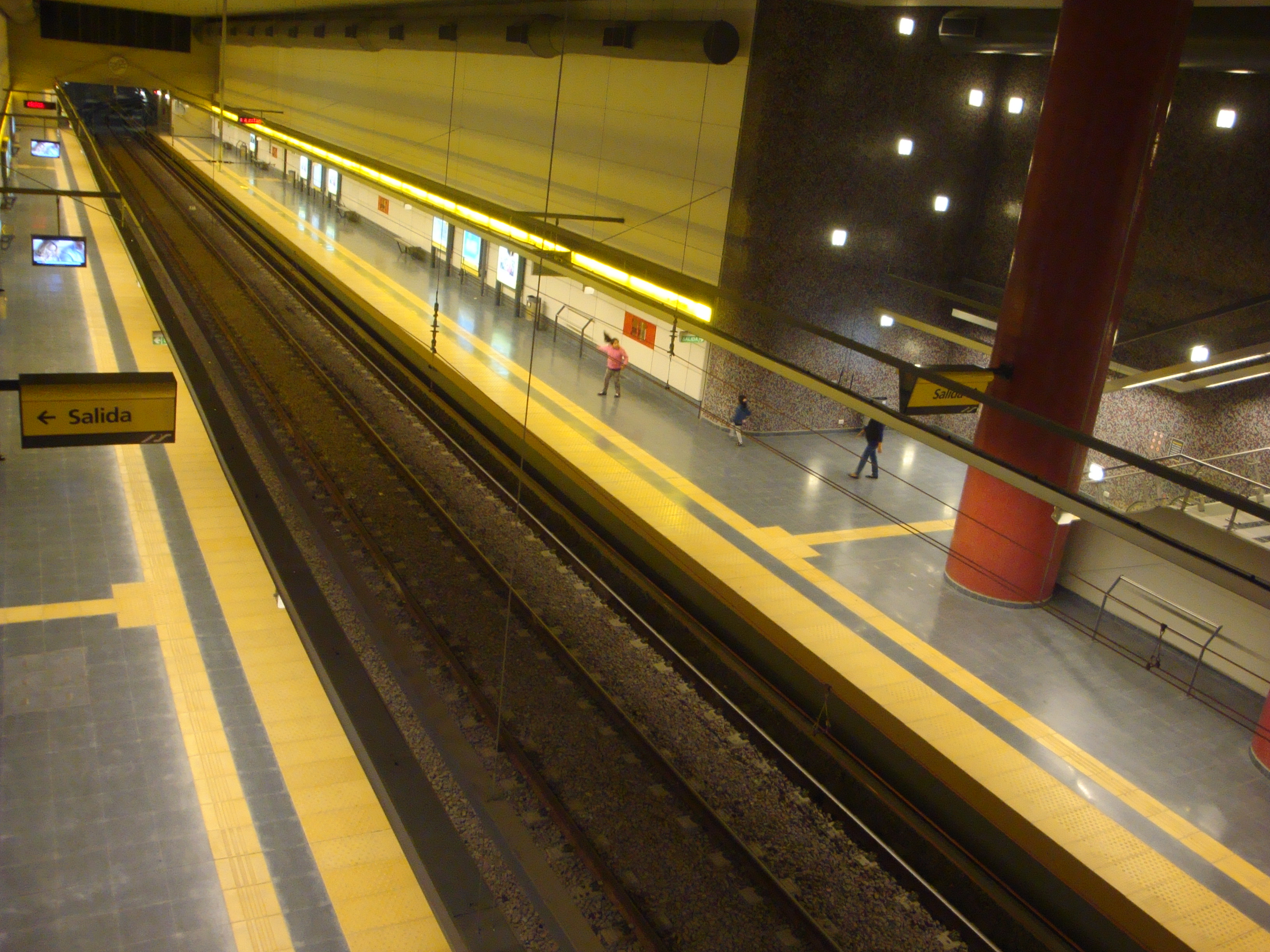
Estación Parque Patricios (Línea H). Inaugurada en 2011.

La exigencia de los trabajadores de circular en formaciones que cumplan con las normas de seguridad y niveles de mantenimiento obligaron al Defensor del Pueblo, Eduardo Mondino, a crear en el mes de septiembre de 2007, una comisión tripartita que solucione este problema.
El 4 de febrero de 2009, la presidenta Cristina Fernández de Kirchner anunció la puesta en marcha del Sistema Único de Boleto Electrónico (SUBE), una tarjeta prepaga recargable, similar a la implementada por Metrovías en el año 2000 (Tarjeta "Subtecard", luego "Monedero") para la red de subterráneos. La tarjeta SUBE permitiría abonar viajes en colectivos, subtes y estaciones de trenes en el Área Metropolitana de Buenos Aires (AMBA).
El 2 de noviembre de 2011, el entonces ministro de Economía de la Nación, Amado Boudou, el ministro de Planificación Federal, Julio De Vido, y el secretario de Transporte, Juan Pablo Schiavi, anuncian, como parte de las medidas de quita y reducción de subsidios, que los subtes iban a dejar de estar en la órbita nacional para pasar a la porteña. El jefe de Gobierno, Mauricio Macri, inicialmente celebra la decisión. Sin embargo la situación incluye afrontar varios años de desinversión, tarifas congeladas y desactualizadas, abultados subsidios y obras pendientes. El Gobierno Nacional le propone a la Ciudad concretar la transferencia el 1 de diciembre y con el 50 por ciento del subsidio que se destinaba al servicio. 
Tras dos meses de negociaciones, se anuncia el traspaso del servicio de subterráneos y Premetro a la órbita de la Capital. En el acta acuerdo, la Nación se compromete al pago del 50 por ciento del subsidio por el término de un año, y se establecía un plazo de 90 días para la formalización de cuestiones administrativas. El gobierno porteño anuncia que como parte del proceso el boleto de subte aumentaría un 127 %, llevándolo de 1,10 pesos a 2,50 pesos. Sin embargo, un mes después, Macri anuncia la decisión de suspender el trabajo de la comisión mixta entre la Ciudad y la Nación para el traspaso de los subterráneos a raíz de la decisión de la ministra de Seguridad de la Nación, Nilda Garré, de retirar la Policía Federal de las estaciones. 
En respuesta a la decisión de Macri, el Gobierno Nacional envía al Congreso un proyecto de Ley para exigir que el subte, el Premetro, el tranvía de Puerto Madero y las 33 líneas de colectivos que realizan todo su recorrido dentro de la Capital, sean transferidos de la órbita de la Nación a la de la Ciudad de Buenos Aires. La ley es aprobada a fines de marzo de 2012.

Logotipo utilizado hasta el año 2014

Entre los años 2008 y 2012, se adquirieron 36 coches CAF 5000 usados del Metro de Madrid. La compra de estas unidades eléctricas fue gestionada por diferentes administraciones, y recibiría numerosas denuncias por corrupción hasta su desafectación en 2018, al encontrarse asbestos que se cobrarían la vida de dos empleados del Metro de Madrid.
Los coches CAF 6000, posteriormente también adquiridos al Metro de Madrid, resultaron ser más angostos que el andén y con un sistema de alimentación eléctrica diferente. A su vez, cada coche usado costó aproximadamente dos tercios del valor de uno 0 km. En julio de 2014 se denunció que los trenes del metro de Madrid no eran los adecuados para la línea.
Inmediatamente luego del traspaso en 2013 de la red al Gobierno de la Ciudad Autónoma de Buenos Aires, en la línea A se reemplazaron los antiguos coches La Brugeoise, construidos durante la década de 1910 en Bélgica, por unidades de origen chino, fabricados por la compañía CNR Corporation, los cuales serían los primeros en disponer de aire acondicionado en toda la red.